# تانانداوا سود
تانانداوا سود (به لاتین: Tanandava Sud) یک منطقهٔ مسکونی در ماداگاسکار است که در بخش آمبوآساری سود واقع شده‌است. تانانداوا سود ۹٬۵۸۶ نفر جمعیت دارد و ۳۱ متر بالاتر از سطح دریا واقع شده‌است.